# Compagnie française des voies ferrées économiques

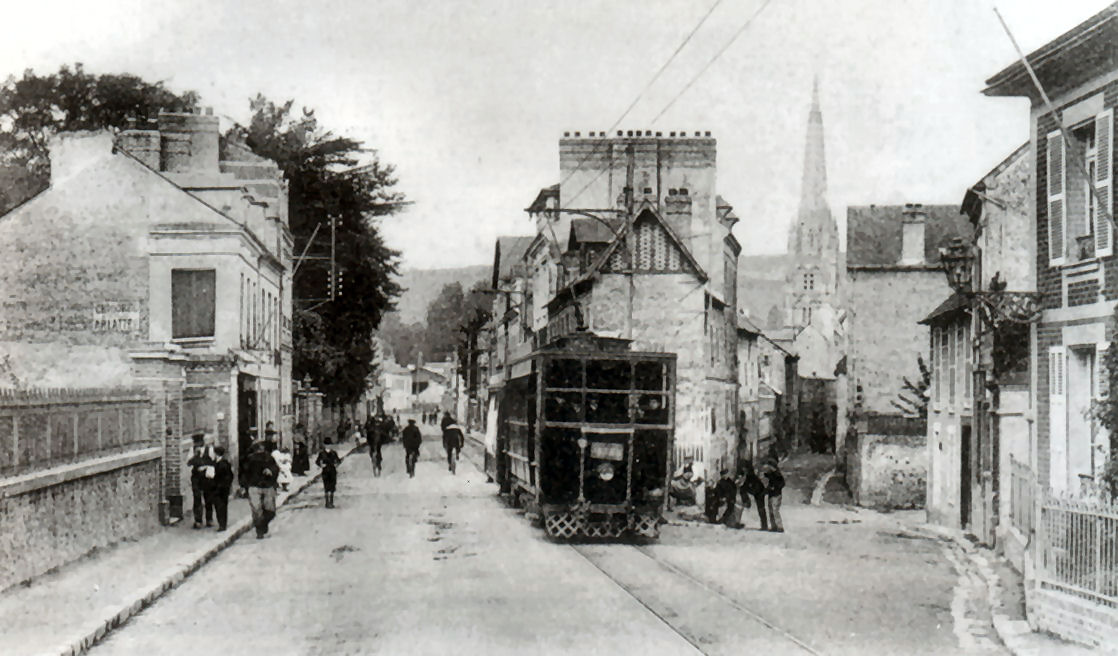
Tramway du Havre à Montivilliers.

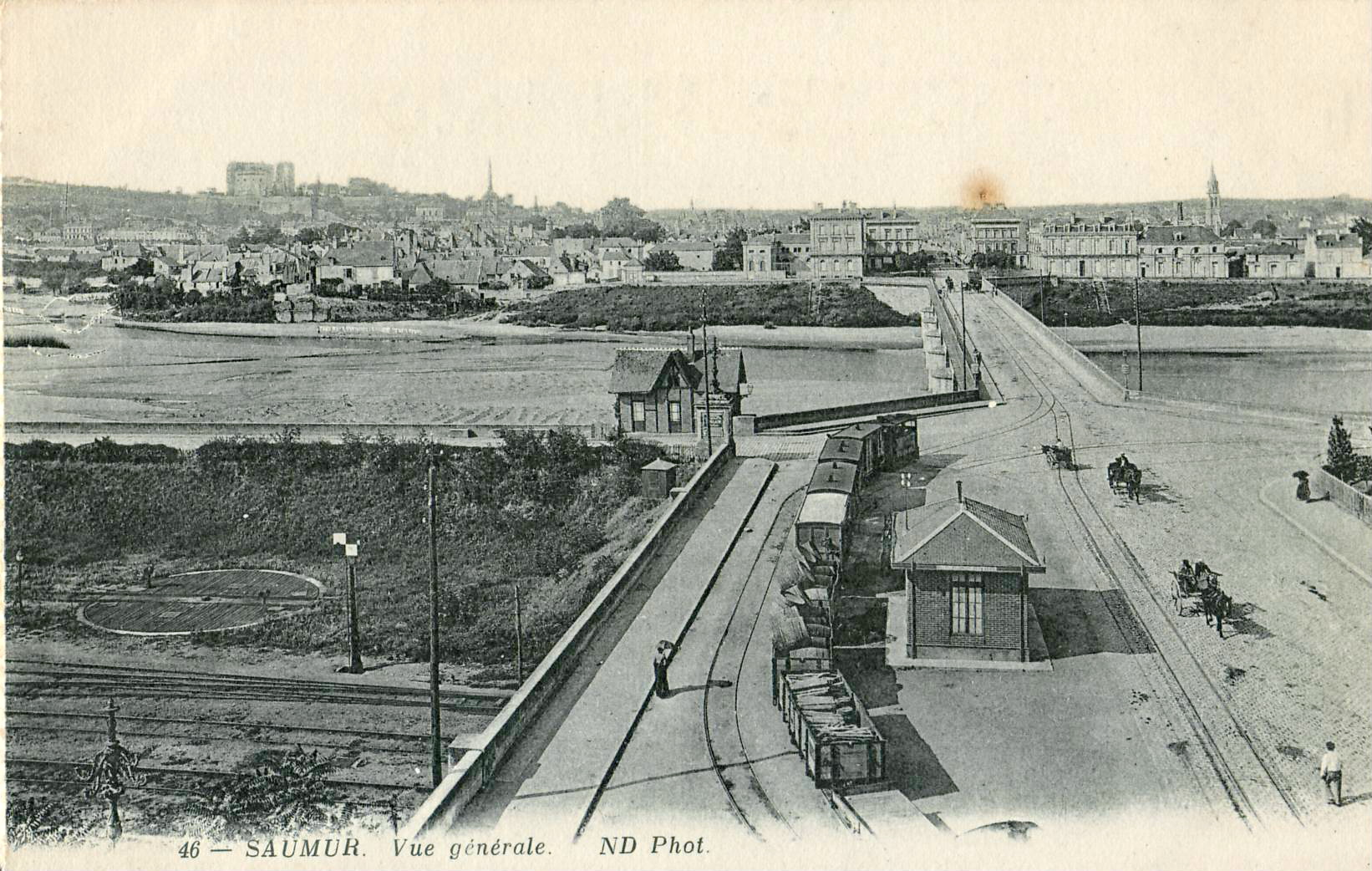
Le tramway de Saumur devant la gare de Saumur-Rive-Droite.

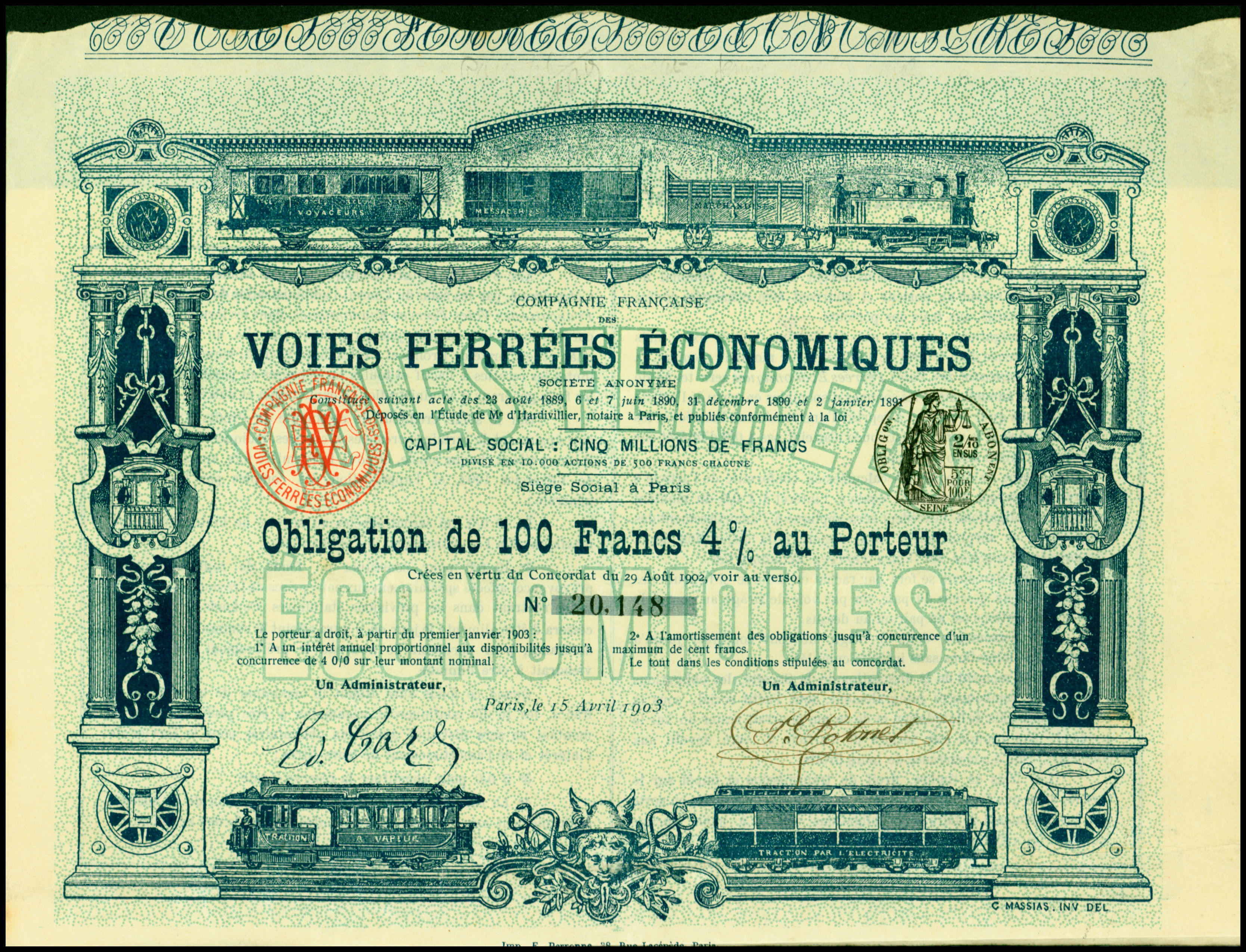
Obligation de la Compagnie française des voies ferrées économiques en date du 15 avril 1903.

La Compagnie française des voies ferrées économiques (VFE) est fondée par Léon Émile Francq. Elle construit et exploite plusieurs lignes dans différentes régions. 
Son siège se situait à Paris, 17, boulevard de la Madeleine, puis 3, rue La Fayette. Elle comprenait quatre administrateurs, messieurs de Monnecove, Chavoix, Joubert et Francq.  Elle disparaitra en 1905, à la suite de difficultés financières.
En 1900, son président est le député Edmond Caze, administrateur de la Compagnie des chemins de fer économiques du Nord appartenant au groupe Empain.
Le secrétaire de la compagnie VFE est monsieur Georges Tartary, ingénieur . 

## Les lignes construites
- de 1897 à 1902, La compagnie est l'entrepreneur général chargé de la construction de la ligne de Polisot aux Riceys et à Cunfin ainsi que de la fourniture du matériel fixe et roulant[3].

## Les lignes exploitées
- Jarrie - le Bourg-d'Oisans (rétrocédée à la Société des  Voies Ferrées du Dauphiné) , 1892[4].
- Tramway de Roubaix Tourcoing au travers de la compagnie nouvelle des Tramways de Roubaix et de Tourcoing (TRT) à partir de 1894.
- Tramway des Deux-Sèvres, auxquels se substitue la Compagnie des Tramways des Deux-Sèvres en 1899.
- Tramway de Saumur, mis en service le 6 novembre 1896[5] et constitué de deux lignes (une vers Fontevrault, de 15 km, l'autre vers Saint-Hilaire-Saint-Florent, de 4 km, avec une antenne de 1 km ouverte le 28 février 1904[6],[5]).
- Tramway de Montivilliers, mis en service le  12 juillet 1899 (14,3 km).